# Verwaltungsgemeinschaft Huglfing
Die Verwaltungsgemeinschaft Huglfing im oberbayerischen Landkreis Weilheim-Schongau besteht seit der Gemeindegebietsreform am 1. Mai 1978. Ihr gehören als Mitgliedsgemeinden an:
1. Eberfing, 1503 Einwohner, 25,93 km²
2. Eglfing, 1211 Einwohner, 16,16 km²
3. Huglfing, 2882 Einwohner, 24,36 km²
4. Oberhausen, 2129 Einwohner, 14,91 km²

Sitz der Verwaltungsgemeinschaft ist Huglfing.